# موني ناعور
موني ناؤور هو عالم كمبيوتر إسرائيلي، وأستاذ في معهد وايزمان للعلوم . حصل ناور على درجة الدكتوراه في عام 1989 من جامعة كاليفورنيا، بيركلي. وكان مستشاره مانويل بلوم . يعمل في مجالات مختلفة في علوم الكمبيوتر ، وخاصة أساسيات التشفير . اشتهر ببدء البحث في أنظمة المفاتيح العامة الآمنة ضد هجوم النص المشفر المختار وإنشاء تشفير غير قابل للتغيير ، والتشفير البصري (مع آدي شامير )، واقتراح طرق مختلفة للتحقق من أن مستخدمي نظام الكمبيوتر هم بشر (مما أدى إلى مفهوم حروف تحقق ). يقدم بحثه حول مساحة العينة ذات التحيز الصغير إطارًا عامًا للجمع بين المساحات المستقلة الصغيرة ذات التحيز k مع المساحات الصغيرة {\displaystyle \epsilon } - المساحات المنحازة للحصول على {\displaystyle \delta } - مساحات مستقلة تقريبًا ذات حجم صغير. في عام 1994 كان أول من قام، مع آموس فيات ، بدراسة مشكلة التشفير العملي للبث بشكل رسمي. إلى جانب بيني تشور، وأموس فيات، وبيني بينكاس، ساهم في تطوير نظام تتبع الخائن ، وهو نظام للكشف عن انتهاكات حقوق النشر والذي يعمل عن طريق تتبع مصدر الملفات المسربة بدلاً من الحماية المباشرة للنسخ.

## أعماله
- سينثيا دورك، وجيف لوتسبيتش، وموني ناور، التوقيعات الرقمية: حماية ذاتية التنفيذ للمعلومات الرقمية.
- داليت ناور، وموني ناور، وجيف لوتسبيتش، مخططات الإلغاء والتتبع للمستلمين عديمي الجنسية.
- ديفيد تشاوم، آموس فيات وموني ناور، النقود الإلكترونية غير القابلة للتتبع، 1990. [9]
- آموس فيات وموني ناور، البحث الضمني عن مسبار O(1)، مجلة الحوسبة SIAM 22: 1-10 (1993).
- آموس فيات وموني ناور، تشفير البث، 1994. [7]
- موني ناور وبيني بينكاس، ملاحقة الخونة العتبة ، كريبتو 98.
- موني ناعور وبيني بينكاس، خطط التتبع والإلغاء الفعالة ، FC'2000.
- بيني تشور، آموس فيات، موني ناور وبيني بينكاس، تعقب الخونة ، معاملات معهد مهندسي الكهرباء والإلكترونيات في نظرية المعلومات، المجلد. 46(3)، ص.893–910، 2000. [10]

## الأوسمة والجوائز
حصل على مجموعة من الجوائز منها:
- 2008: تم تعيينه زميلاً في IACR
- 2014: جائزة جودل (مع المؤلفين المشاركين)
- 2016: جائزة باريس كانيللاكيس للنظرية والتطبيق من جمعية آلات الحوسبة (مع آموس فيات )
- 2022: جائزة STOC Test-of-Time لمدة 30 عامًا عن بحثه المنشور في STOC عام 1991 بعنوان "التشفير غير القابل للتغيير" (مع سينثيا دورك وداني دوليف )
- 2022: جائزة RSA للتميز في الرياضيات (مع سينثيا دورك )
- 2024: جائزة روتشيلد في علوم الكمبيوتر لعام 2024